# Grövelsjön (sjö)
Grövelsjön är en långsmal sjö i Älvdalens kommun i nordligaste Dalarna och Engerdals kommun i Innlandet fylke och ingår i Dalälvens huvudavrinningsområde. Sjön är 34 meter djup, vilket är dess största djup, och den har en yta på 4,13 kvadratkilometer och är belägen 770 meter över havet. Norra spetsen av sjön skjuter in i Norge. Sjön avvattnas (avrinner) genom Österdalälvens tillflöde av vattendraget Grövlan. Vid provfiske har elritsa, lake, röding och öring fångats i sjön. Söder om Grövelsjön ligger Grövelsjöns fjällstation som ägs av Svenska Turistföreningen. Fjällstationen ligger på Långfjällets sluttning 775 m.ö.h., där bilvägen slutar "vid vägs ände". I juni 1940 nödlandade ett tyskt bombplan av modellen  Heinkel He 111 i Grövelsjön. Vraket ligger på den norska sidan av sjön. Bästa sättet att se vraket är med båt. Grövelsjön är en djup sjö därför har den bara en ö, på ön ligger det två renvaktarstugor, ön ligger på svenska sidan av sjön.

## Delavrinningsområde
Grövelsjön ingår i det delavrinningsområde (689432-131675) som SMHI kallar för Utloppet av Grövelsjön. Medelhöjden är 922 meter över havet och ytan är 32,57 kvadratkilometer. Räknas de 3 avrinningsområdena uppströms in blir den ackumulerade arean 122,73 kvadratkilometer. Grövlan som avvattnar avrinningsområdet har biflödesordning 3, vilket innebär att vattnet flödar genom totalt 3 vattendrag innan det når havet efter 516 kilometer. Avrinningsområdet består mestadels av skog (31 procent) och kalfjäll (54 procent). Avrinningsområdet har 4,46 kvadratkilometer vattenytor vilket ger det en sjöprocent på 13,7 procent.

## Bilder

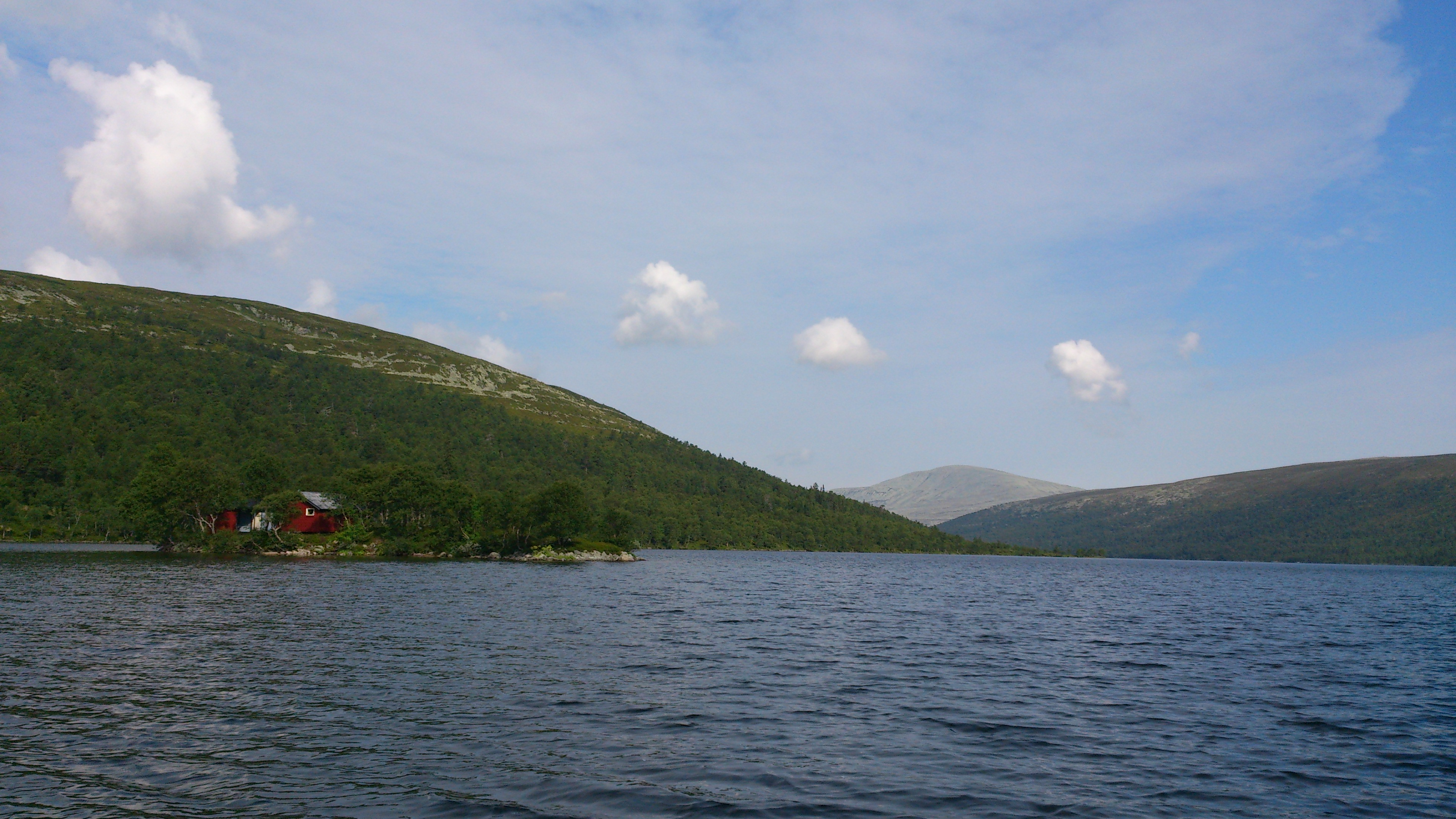
Grövelsjöns enda ö, med renvaktarstugor, vy från Sjöstugan.
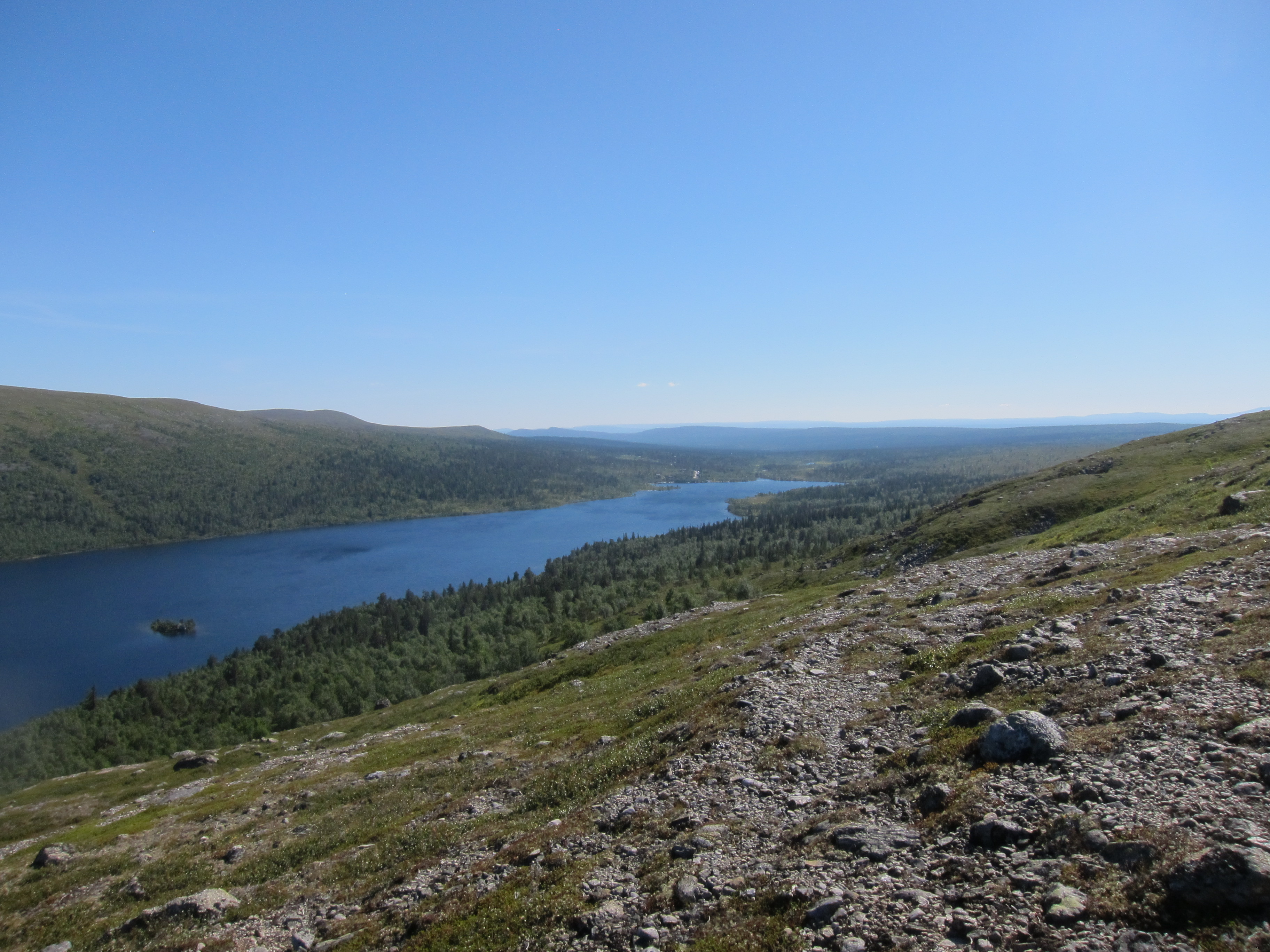
Vy över den avlånga Grövelsjön.
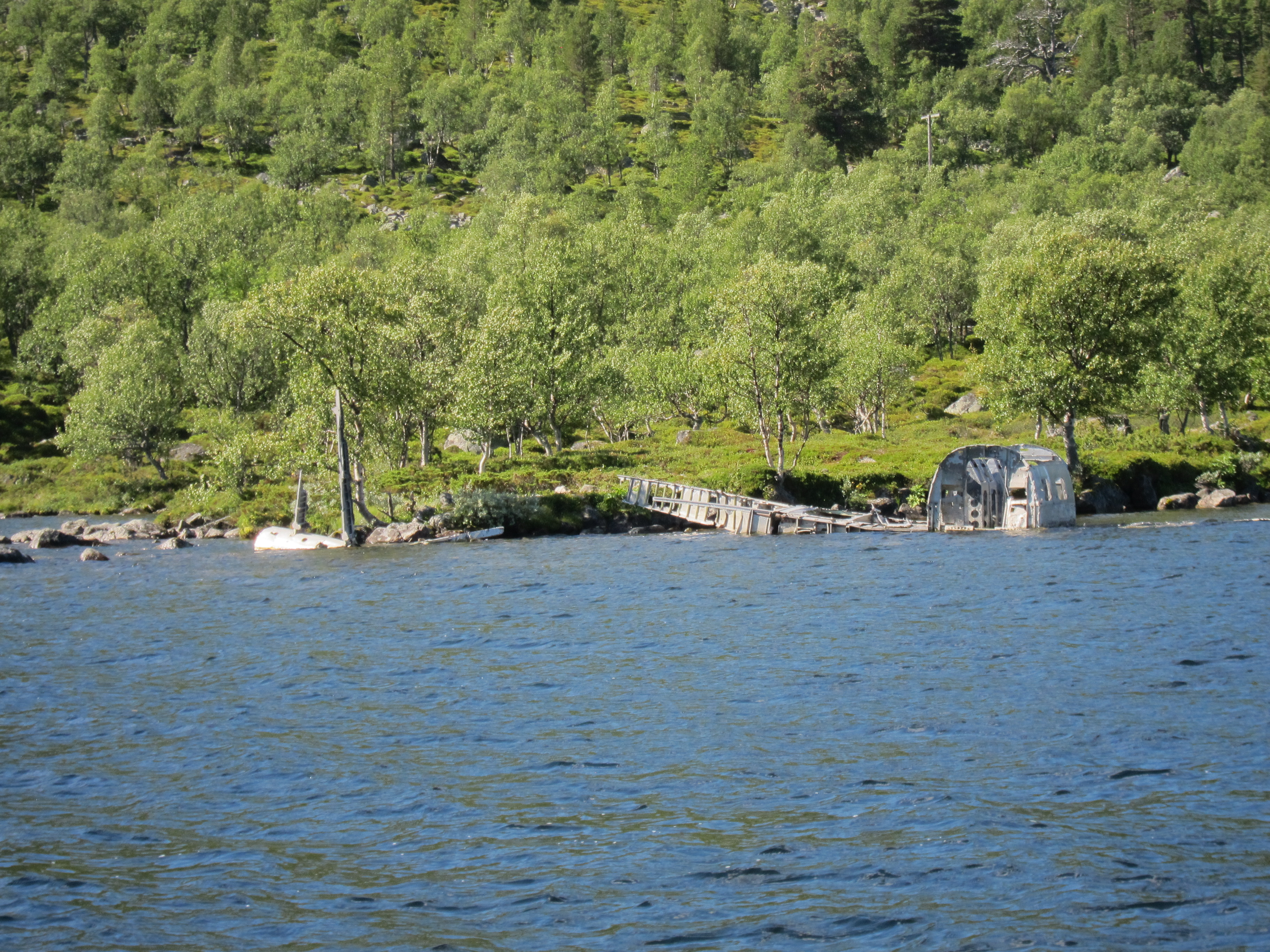
Flygplansvraket från andra världskriget ligger nedanför Sjöhögda. Det är rester av det tyska planet, en Heinkel 111, som nödlandade på Grövelsjön i juni 1940.
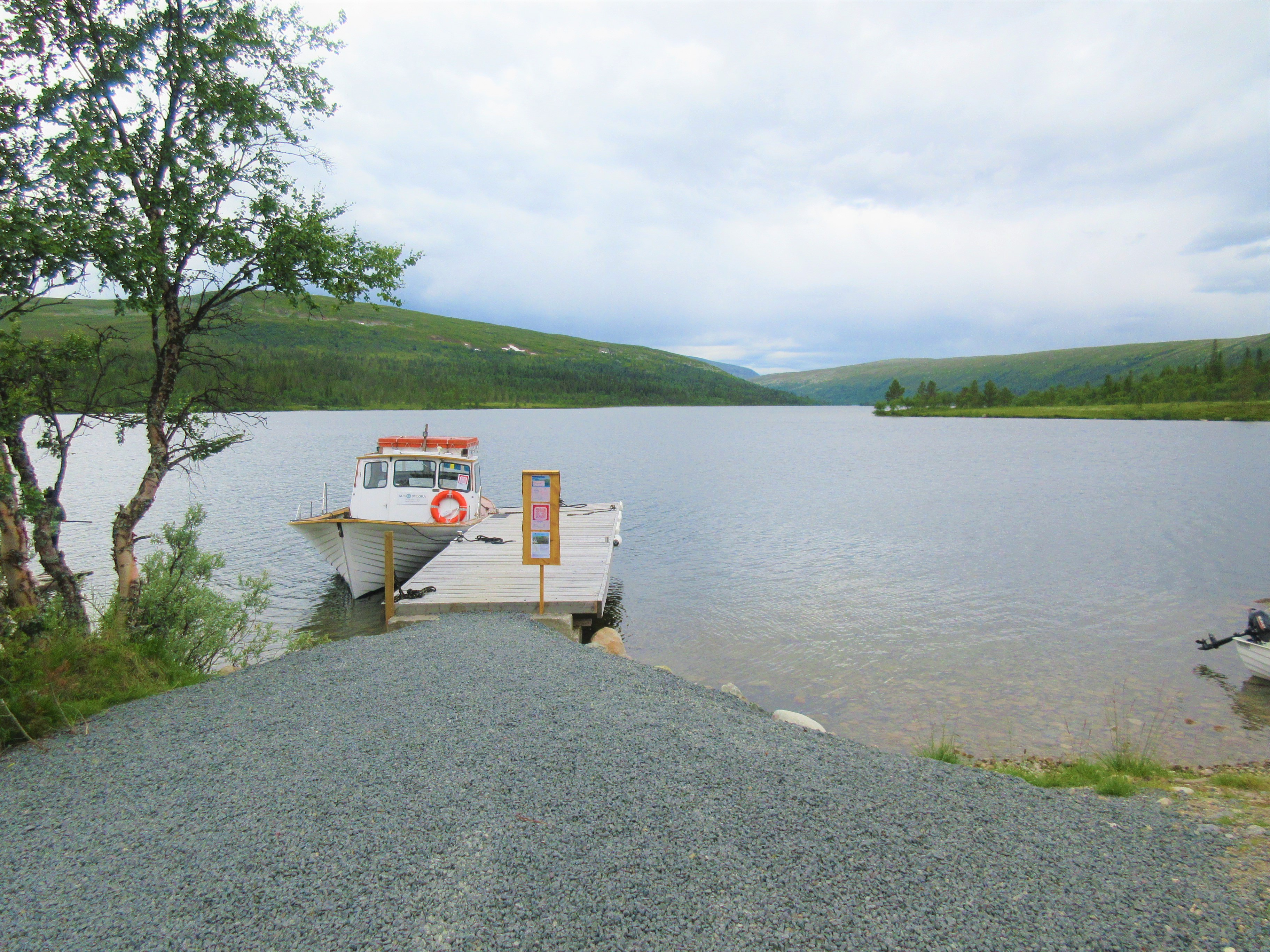
Båtbryggan vid Grövelsjöns södra strand vid Sjöstugan. Härifrån utgår M/S Sylöra till Sylen i Norge under sommartid.